# Aranytoll
Az Aranytoll életműdíjat a Magyar Újságírók Országos Szövetségének Elnöksége és Választmánya alapította 1978-ban, amelyet a több évtizedes újságírói pályafutásuk alatt érdemes és kiemelkedő munkát végzett újságíróknak adományoz, elsősorban a nyugdíjas kollégáknak, életművük elismeréseképpen.
Az Aranytoll újságírói szakmai díjat az e célra létrehozott bizottság javaslata alapján a MÚOSZ Elnöksége évente egy alkalommal ítéli oda, s ünnepélyes átadásukra a magyar sajtó napján, március 15-én kerül sor.

## Díjazottak

### 1970-es évek
| 1978 - Ács Vera - Andor Leon - Antalffy Gyula - Földes György - Nemes György - Ritter Aladár - Várnai Vilmos | 1979 - Duplinszky Gábor - Feleki László - Gárdonyi Jenő - Hoppe László - Király Pál - Kovács József - Rónai Mihály András |  |

### 1980-as évek
1980
- Albert István
- Balla Ödön
- Bars Sári
- Földes Mihály
- Kemény István
- Nagy József
- Natter-Nád Miksa
- Oroszi István
- Ruffy Péter
- Szebenyi Sándor
- Szegő Gizi
- Vígh József

1981
- Benamy Sándor
- Bereth Ferenc
- Budavári Antal
- Hevesi Endre
- Natter-Nád Miksa
- Rajna Béla
- Török Sándor

1982
- Bence Pál
- Dancs József
- Gáti István
- Gyenes István
- Horváth Sándor
- Kristóf László
- Milassin Béla

1983 
- Ábel Olga
- Baloghy Károly
- Donászy Kálmán
- Fedor Ágnes
- Fodor László
- Fülep Kornél
- Kálmán Endre
- Pusztai Lajos
- Remete László
- Rudnyánszky István
- Vécsey Zoltán
- Völgyi Tibor

1984
- Baróti Géza
- Bojár Sándor
- Fenyvesi Mária
- Kristóf Károly
- László Gyula
- Lózsy János
- Pető Miklós
- Rédner Márta
- Szabó Endre
- Szitnyai Jenő

1985
- Gajdár Pál
- Gedeon Pál
- Hantos Éva
- Kelen Béla
- Kovács Imre
- Köves Rózsa
- Lévai Béla
- Molnár Aurél
- Rajna Béla
- Ráthonyi János
- Reményi Gyenes István
- Teszkó Sándor
- Tolnai Erzsébet
- Víg István

1986
- Bodnár István
- Illés Sándor
- Kertész Magda
- Kékesdi Gyula
- Pap János
- Péchy Blanka
- Pethő Tibor
- Stössel Nándor
- Tabák Endre
- Turi András

1987
- Berendi Ferenc
- Budavári Antal
- Csapó György
- Csorna Béla
- Fenyő Béla
- Ráthonyi János
- Rózsa György
- Varannai Aurél
- Veres Pál
- Vigovszky Ferenc

1988
- Bartal Ferenc
- Bényei József
- Csertői Oszkár
- Darvasi István
- Gerencsér Ferenc
- Gesztelyi Nagy Zoltán
- Herczeg György
- Kalmár Magda
- Pákolitz István
- Somlyó Zsuzsa
- Subert Zoltán
- Szluka Emil

1989
- Csikós Balázs
- Garamvölgyi István
- Kőbányai György
- Magyar Ferenc
- Markovits László
- Nóti Ilona
- Péterfi István
- Szurok János
- Varga Dezső
- Vértessy Sándor

### 1990-es évek
1990
- Bozsán Endre
- Somlyó Zsuzsa

1991
- Boda István
- Erdődy János
- Rajk András
- Rédey Pál
- Tiszai László

1992
- Földes István
- Garam József
- Hauswirth Magda
- Kálmán Sándor
- Kardos G. György
- Molnár Edit
- Ónodvári Miklós
- Pándi Marianne
- Rab Ferenc
- Simonffy Géza
- Tarr László
- Tatár Imre

1993
- Barabás Tamás
- Csatár Imre
- Fekete Sándor
- Földi Iván
- Lőcsei Pál
- Nagy Lajos
- Nyárády Gábor
- Rigó János György
- Zay László
- Zsigmondi Mária

1994
- Ács Irén
- Antal Gábor
- Csányi László
- Ember Mária
- Hoffer József
- Kaján Tibor
- Márton Anna
- Peterdi Pál
- Tóth Benedek

1995
- Bobál Gyula
- Boskovics Jenő
- Gyalog Rozi
- Petrovits László
- Pirityi Sándor
- Prosszer Gabriella Júlia
- Radics Vilmos
- Rédey Pál
- Szabó Éva
- Szél Júlia (Kalmár Árpádné)
- Vértes Éva

1996
- Bálint Géza
- Bodor Pál
- Csákváry Margit
- Gáll Ernő
- Hafenscher Károly
- Hegedűs Tibor
- Heltai András
- Kalapis Zoltán
- Nagy Zsuzsa
- Obersovszky Gyula
- Rácz Erzsébet
- Sas György

1997
- Bajor Nagy Ernő
- Berki Ferenc
- Fehér Klára (posztumusz)
- Havasházi László
- Kántor Lajos
- Magyar Pál
- Padisák Mihály
- Pongrác Zsuzsa
- Szabados Tamás
- Szász János
- Szecskő Tamás
- Szilágyi Éva
- Valkó Mihály

1998
- Bálint György
- Bálint István
- Balog János
- Bényei József
- Boross Imre
- Garai Tamás
- Halász Anna
- Hável József (posztumusz)
- Juhász Géza
- Kis Csaba
- Nádor Ilona
- Róbert László
- Zsolt Róbert

1999
- Bozóky Éva (Donáth Ferencné)
- Burget Lajos
- Burián Béla
- Czigány György
- Faragó Vilmos
- Kerényi Mária
- Kontra Ferenc
- Lukács Mária
- Ozsvald Árpád
- Pálfy József
- Szepesi György
- Szőcs István
- Vad Dezső

### 2000-es évek
2000
- Ary Róza
- Dalos László
- Dessewffy Gyula
- Faludy György
- Fejtő Ferenc
- Földes Anna
- Friedmann Endre
- Gyapay Dénes
- Halász Péter
- Juhász Júlia
- Kacsir Mária
- Kardos István
- Kende Péter
- László István Péter
- Méray Tibor
- Molnár Miklós
- Pető Gábor Pál
- Sylvester Lajos
- Szitányi László
- Tardos Tibor
- Tóbiás Áron
- Udvary Gyöngyvér
- Várkonyi Endre
- Vitray Tamás

2001
- Boros János
- Csató Éva
- Csávossy György
- Csőke József
- Farkas Tamás
- Förgeteg Szilveszter
- Gyertyán Ervin
- László Ferenc
- László György
- Pálfai Gábor
- Pünkösti Árpád
- Vészi János

2002
- Almási László
- Antal József
- Bányai Gyula
- Bölcs István
- Gantner Ilona
- Gink Károly
- Jávori Béla
- Köröspataki Kiss Sándor
- Mács József
- Mag Péter
- Mitzki Ervin
- Réti Ervin
- Vándor Kálmán

2003
- Bán János
- Fónod Zoltán
- Gál Pál
- Gombkötő Gábor
- Hámori Tibor
- Iszlai Zoltán
- Kilin Sándor
- Lajos György
- Lindner László
- Sándor Iván
- Szunics László
- Thurzó Tibor
- Zoltán Péter

2004
- Bencze Lajos
- Búzás Andor
- Farkas Kálmán
- Fencsik Flóra
- F. Nagy Angéla
- Gyulai István
- Hemző Károly
- Kulcsár István
- László Zsuzsa
- Létay Vera
- Nagy Pál
- Seleszt Ferenc
- Zalán Magda

2005
- Ágoston Hugó
- Chochol Károly
- Dosztányi Imre
- Görgey Gábor
- Kertész Iván
- Kovalik Márta
- Magyari Vilmos
- Mihályi Gábor
- Molnár István
- Rapcsányi László
- Sándor István Tamás
- Vukovics Géza

2006
- Angyal Sándor
- Ardamica Ferenc
- Baracs Dénes
- Borenich Péter
- Cseke Sándor
- Csép Sándor
- Kaposy Miklós
- Kercza Imre
- Kopka János
- Mátray Mihály
- N. Sándor László
- Szebeni András

2007
- Békés Attila
- Bekes Dezső
- Borbély László
- Del Medico Imre
- Horváth Sándor
- Keleti Éva
- Kéri Tamás
- Müllner Jenő
- Németh István
- Petrányi Judit
- Szamos Rudolf
- Ungvári Tamás

2008
- Bakó Endre
- Bánhalmi János
- Békés Sándor
- Dávid Sándor
- Garancsy Mihály
- Halák László
- Hovanyecz László
- Kapás Irén
- Kloss Andor
- Koczka György
- Szénási György
- Szentgyörgyi Zsuzsa

2009
- Ajtai Andor György
- Bodor Ferenc
- Kaán Zsuzsa
- Makkai János
- Martin József
- Moldován Tamás
- Paulovits Ágoston
- Rédei Ferenc
- Sebes Tibor
- Serény Péter
- Wisinger István

### 2010-es évek
2010
- Andrássy Antal
- Baktai György
- Barabás Péter
- Benedek István Gábor
- B. Révész László
- Cseke Péter
- Daniss Győző
- Fábián István
- Gyarmati Béla
- Kocsis Tamás
- Novotny Zoltán
- Péterfi Szonya

2011
- Bódi Ágnes
- Domány András
- Fekete Béla
- Havasi Péter
- Lányi Botond
- Lendvay Béla
- Marik Sándor
- Nagy Zsolt
- Nánay István
- Rózsa Gyula
- Szalontai Éva

2012
- Árpási Zoltán
- Bozsán Eta
- Cserhalmi Imre
- Farkas József György
- Földes Tamás
- Mayer Éva
- Nemes András
- Ráday Mihály
- Rostás-Farkas György
- Szalay Zoltán
- Szilvássy József
- Tomcsányiné Jakab Mária

2013
- Balla Demeter
- Batári Gyula
- Gera Mihály
- Hajdu Júlia
- Hegyi Imre
- Horváth Sándor
- Kartag Nándor
- Kovács Margit
- Párkány László
- Sárdi Mária
- Szále László
- Vadas Zsuzsa

2014 
- Elek Emil fotóriporter
- Eszterváry Ervin, a MÚOSZ közlekedési szakosztályának alapító tagja, fotóriporter
- Farkas Zoltán makrogazdasági elemző-újságíró
- Frank Iván, a Civil Rádió munkatársa
- Iván Katalin, aki 1967 és 2013 között dolgozott a Füles szerkesztőségében
- Kelecsényi László filmtörténész és újságíró
- László Márta televíziós szerkesztő-riporter
- Priska Tibor, az Észak-Magyarország egykori főszerkesztő-helyettese
- Sáfrán István, aki riporteri és szerkesztői munkájában a nemzetiségi kisebbségek képviselőinek munkáit gondozta
- Szathmári Gábor, a Népszava egykori belpolitikai rovatvezetője
- Gálfalvi Zsolt erdélyi irodalomkritikus, szerkesztő és közíró
- Tar Károly Svédországban élő egykori erdélyi újságíró

2015 
- Bernáth László
- Horváth István
- Kulcsár László
- Lázár Eszter
- Magyar Péter
- Osváth Sarolta
- Ruva Farkas Pál
- Somfai Péter
- Staar Gyula
- Szántó István
- Trom András
- Zöldi László
- Sinkovits Péter
- Szilágyi Aladár

2016 
- Bolgár György
- Fejes István
- Féner Tamás
- Kertész Zsuzsa
- Simonffy Katalin
- Tóth Dénes Árpád

2017 
- Bársony Éva
- László Ágnes
- Léderer Pál
- Szabó Zsolt
- Szekeres István
- Vince Mátyás

2018 
- Elek Lenke
- Gáti György
- Kőszeghy Elemér
- Murányi Gábor
- Szarka Klára
- Váncsa István

2019
- M. Lengyel László[7]
- Balogh Mária
- Emőd Pál
- Fodor István (Vajdasági Magyar Újságírók Egyesülete)
- Gáti Julianna
- Ocskay Zoltán
- Tanács István
- Urbán Tamás

### 2020-as évek
2020
- Barát József
- Báron György
- Bokor Pál
- Horváth Gábor
- Kő András
- Léphaft Pál

2021
- Farkas László
- Kereszty András
- Markó Béla
- Rózsa Péter
- Szücs Gábor
- Varsányi Zsuzsa

2022
- Ballai József
- Bikácsy Gergely
- Friss Róbert
- Miskolczi Miklós
- Zappe László
- Pallai Péter

2023
- Bóta Gábor
- Eszéki Erzsébet
- Kárpáti János
- Szekfű András
- Tamás Ervin
- Németh Zoltán

## Egyéb díjazottak
- Bajai Ernő
- Lányi György
- Berki Patrik